# Curtiss Model D
De Curtiss Model D (ook wel bekend als de Curtiss Pusher) was een vroege Amerikaanse dubbeldekker die in 1910 werd ontwikkeld door de Curtiss Aeroplane and Motor Company, opgericht door Glenn Hammond Curtiss. Dit toestel speelde een belangrijke rol in de pioniersfase van de luchtvaart en was een van de eerste vliegtuigen die in relatief grote aantallen werd geproduceerd. Het werd gebruikt door zowel amateurs als militaire instanties, waaronder het Amerikaanse leger en de marine.

## Ontwerp
De Curtiss Model D was een dubbeldekker met een duwpropeller (pusher-configuratie), waarbij de motor en propeller achter de piloot waren geplaatst. Het toestel had een frame van voornamelijk vurenhout, met essen delen voor bepaalde dragende structuren zoals de motorsteunen en landingsgestel. De bekleding bestond uit linnen doek. Het landingsgestel bestond uit drie wielen (in neuswielconfiguratie), wat ongebruikelijk was voor die tijd.

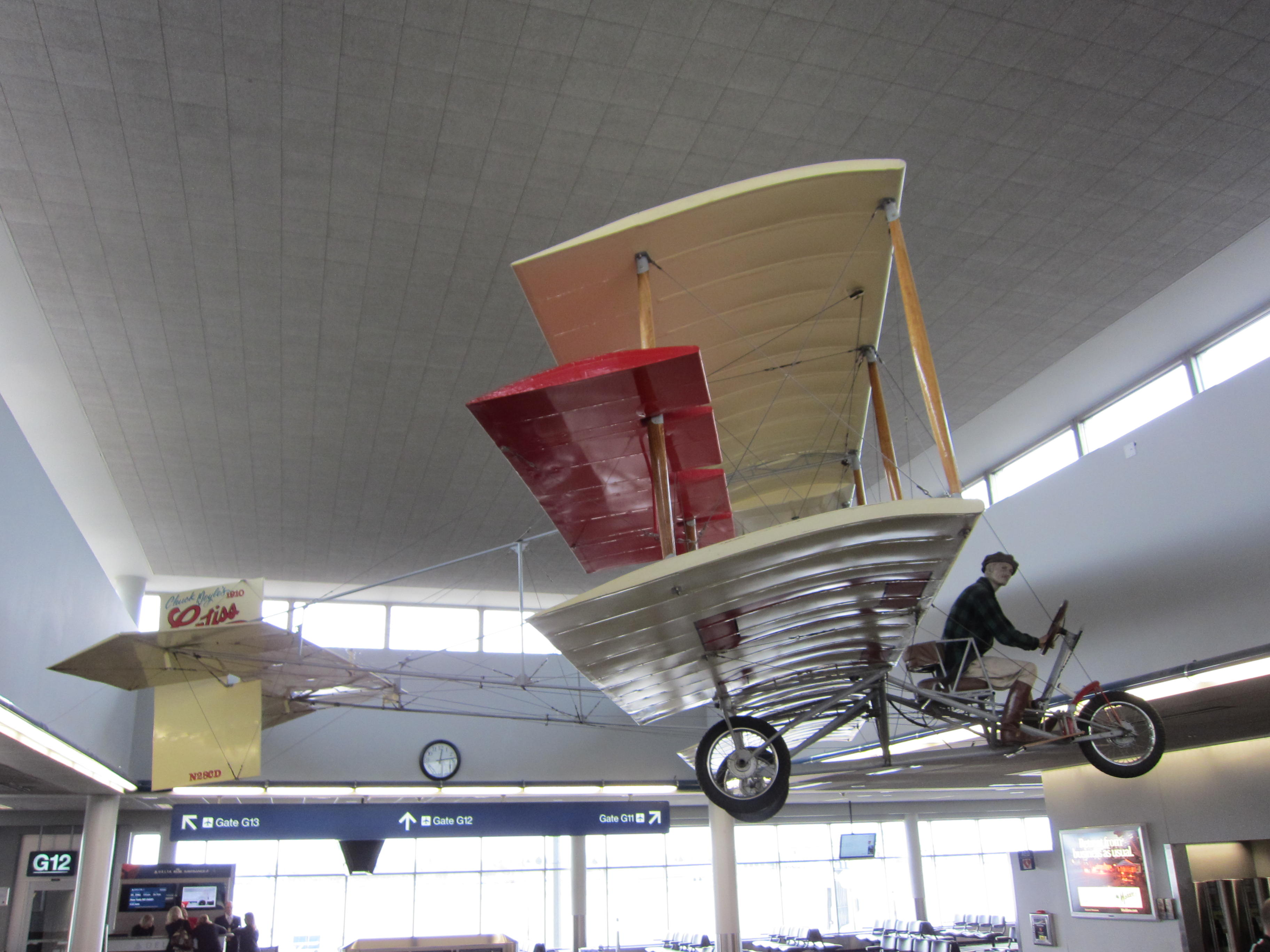
Curtiss 1910 Pusher replica at Minneapolis-St. Paul International Airport

Oorspronkelijk werd het toestel uitgerust met een voorvleugel (canard) als hoogteroer, maar latere versies, bekend als de "Headless Pusher", lieten dit weg na de ontdekking dat het niet noodzakelijk was. In plaats van de door de gebroeders Wright gepatenteerde vleugeltordatie voor de besturing rond de langsas gebruikte Curtiss rolroeren (ailerons), die werden bediend door de piloot via een schouderjuk dat met kabels was verbonden aan de vleugels.

### Technische specificaties
- Bemanning: 1 piloot
- Lengte: 8,1 m
- Spanwijdte: 10,3 m
- Hoogte: 2,39 m
- Maximum gewicht: 590 kg
- Motor: Curtiss V-8, 40-75 pk (afhankelijk van de variant)
- Maximale snelheid: 80 km/u (43 kn)
- Maximum vluchtduur: 3,5 uur

## Geschiedenis
De Curtiss Model D werd geïntroduceerd in een tijdperk van experimentele luchtvaart, waarin de technologie van verbrandingsmotoren en aerodynamica zich snel ontwikkelde. Het toestel werd befaamd door twee historische mijlpalen:
- Op 14 november 1910 maakte Eugene Ely als eerste een start vanaf een schip (de USS Birmingham) met een Model D.
- Op 18 januari 1911 landde Ely als eerste op een schip (de USS Pennsylvania) met hetzelfde type toestel, waarmee de basis werd gelegd voor vliegdekschepen.[3]

In april 1911 kocht de Aeronautische Divisie van het U.S. Army Signal Corps een Model D als trainingsvliegtuig (registratie S.C. No. 2). De Amerikaanse marine gebruikte het toestel voor observatiedoeleinden. Verschillende exemplaren werden ook geëxporteerd, onder andere naar de Russische marine.
De Curtiss Model D markeerde een belangrijke stap in de ontwikkeling van de luchtvaart door zijn veelzijdigheid en relatieve eenvoud. Hoewel het toestel verouderd raakte met de komst van geavanceerdere ontwerpen, blijven enkele originele en gereproduceerde exemplaren bewaard, zoals een Model D in het College Park Air Museum in Maryland.

## Varianten
Er werden vier hoofdvarianten van de Model D geproduceerd, die voornamelijk verschilden in motorvermogen en kleine structurele aanpassingen:
- Model D Type I: Basisversie met 40 pk motor.
- Model D Type II: Verbeterde versie met sterkere motor (tot 75 pk).
- Headless Pusher: Variant zonder voorvleugel (canard vleugel).
- Amfibie-versie: Uitgerust met drijvers voor operaties op water, gedemonstreerd in 1911.